# Scoriopsis perfumata
Scoriopsis perfumata là một loài bướm đêm trong họ Geometridae.